# مگنتیت
مَگنِتیت (به انگلیسی: Magnetite) یک ماده معدنی و یکی از اصلی‌ترین سنگ‌های آهن با فرمول شیمیایی Fe3O4 است. مگنتیت یکی از اکسیدهای آهن است واز نوع فری مغناطیسی است یعنی به یک آهنربا جذب می‌شود و می‌تواند مغناطیسی شود تا خود به آهنربای دائمی تبدیل شود. این ماده مغناطیسی‌ترین ماده معدنی طبیعی روی زمین است.
قطعات آهن‌ربایی طبیعی مگنتیت که لودستون(به انگلیسی: lodestone) نامیده می‌شوند، قطعات کوچک آهن را به سمت خود جذب می‌کند، به همین وسیله بود که مردم باستان برای اولین بار خاصیت مغناطیس را کشف کردند.
مگنتیت سیاه یا قهوه ای مایل به سیاه با درخشش فلزی است، دارای سختی موس ۶–۵ است و رگه سیاهی بر جای می‌گذارد. دانه‌های ریز مگنتیت در سنگ‌های آذرین و دگرگونی بسیار رایج است.
نام شیمیایی آیوپاک آن اکسید آهن (II, III) و نام شیمیایی رایج آن نیز اکسید آهن-فریک است.

## خواص
علاوه بر سنگ‌های آذرین، مگنتیت در سنگ‌های رسوبی، از جمله سازندهای آهن نواری و در رسوبات دریاچه‌ای و دریایی، هم به‌عنوان دانه‌های آواری و هم به‌عنوان مگنتوفسیل وجود دارد. همچنین تصور می‌شود که نانوذرات مگنتیت در خاک‌ها تشکیل می‌شوند، جایی که احتمالاً به سرعت اکسید می‌شوند و به مگمیت تبدیل می‌شوند.

## ساختار کریستالی
ترکیب شیمیایی مگنتیت Fe2+(Fe3+)2(O2-)4 است. این نشان می‌دهد که مگنتیت حاوی آهن (دو ظرفیتی) و آهن (سه ظرفیتی) است، که بیانگر تبلور در محیطی حاوی سطوح متوسط اکسیژن است. جزئیات اصلی ساختار آن در سال ۱۹۱۵ کشف شد. این یکی از اولین ساختارهای کریستالی بود که با استفاده از پراش اشعه ایکس به دست آمد. این ساختار اسپینل معکوس است، با یون‌های O2− که یک شبکه مکعبی و کاتیون‌های آهن را تشکیل می‌دهند که مکان‌های بینابینی را اشغال می‌کنند. نیمی از کاتیون‌های Fe3+ جایگاه‌های چهار وجهی را اشغال می‌کنند در حالی که نیمی دیگر، همراه با کاتیونهای Fe2+، مکان‌های هشت‌وجهی را اشغال می‌کنند. سلول واحد از ۳۲ یون O2− تشکیل شده است و طول سلول واحد a = ۰٫۸۳۹ نانومتر است.
به عنوان عضوی از گروه اسپینل معکوس، مگنتیت می‌تواند محلول‌های جامد را با مواد معدنی با ساختار مشابه، از جمله اولووسپینل (Fe) تشکیل دهد.
تیتانومغناطیس که به عنوان مگنتیت تیتانیفر نیز شناخته می‌شود، محلول جامدی بین مگنتیت و اولووسینل است که در بسیاری از سنگ‌های آذرین مافیک متبلور می‌شود. تیتانومغناطیس ممکن است در طول خنک شدن تحت محلول اکسی قرار گیرد که منجر به رشد درونی مگنتیت و ایلمنیت می‌شود.

## مورفولوژی و اندازه کریستال
مگنتیت طبیعی و مصنوعی معمولاً به‌عنوان بلورهای هشت‌وجهی محدود شده توسط صفحات {۱۱۱} و به‌عنوان لوزی-دوده‌هدرایی دیده می‌شود. دوقلوسازی در صفحه {۱۱۱} رخ می‌دهد.
سنتز هیدروترمال معمولاً بلورهای تک وجهی تولید می‌کند که می‌تواند به اندازه ۱۰ میلی‌متر (۰٫۳۹ اینچ) عرض داشته باشد. در حضور مواد معدنی مانند 0.1 M HI یا 2 M NH4Cl و در فشار ۰٫۲۰۷ مگاپاسکال در دمای ۴۱۶–۸۰۰ درجه سانتیگراد، مگنتیت به صورت بلورهایی رشد می‌کند که شکل آنها ترکیبی از اشکال لوزی-دودهچدری بوده است. کریستال‌ها گردتر از حد معمول بودند. ظهور فرم‌های بالاتر به دلیل کاهش انرژی‌های سطح ناشی از نسبت سطح پایین به حجم در کریستال‌های گرد در نظر گرفته می‌شود.

## توزیع منابع مگنتیت

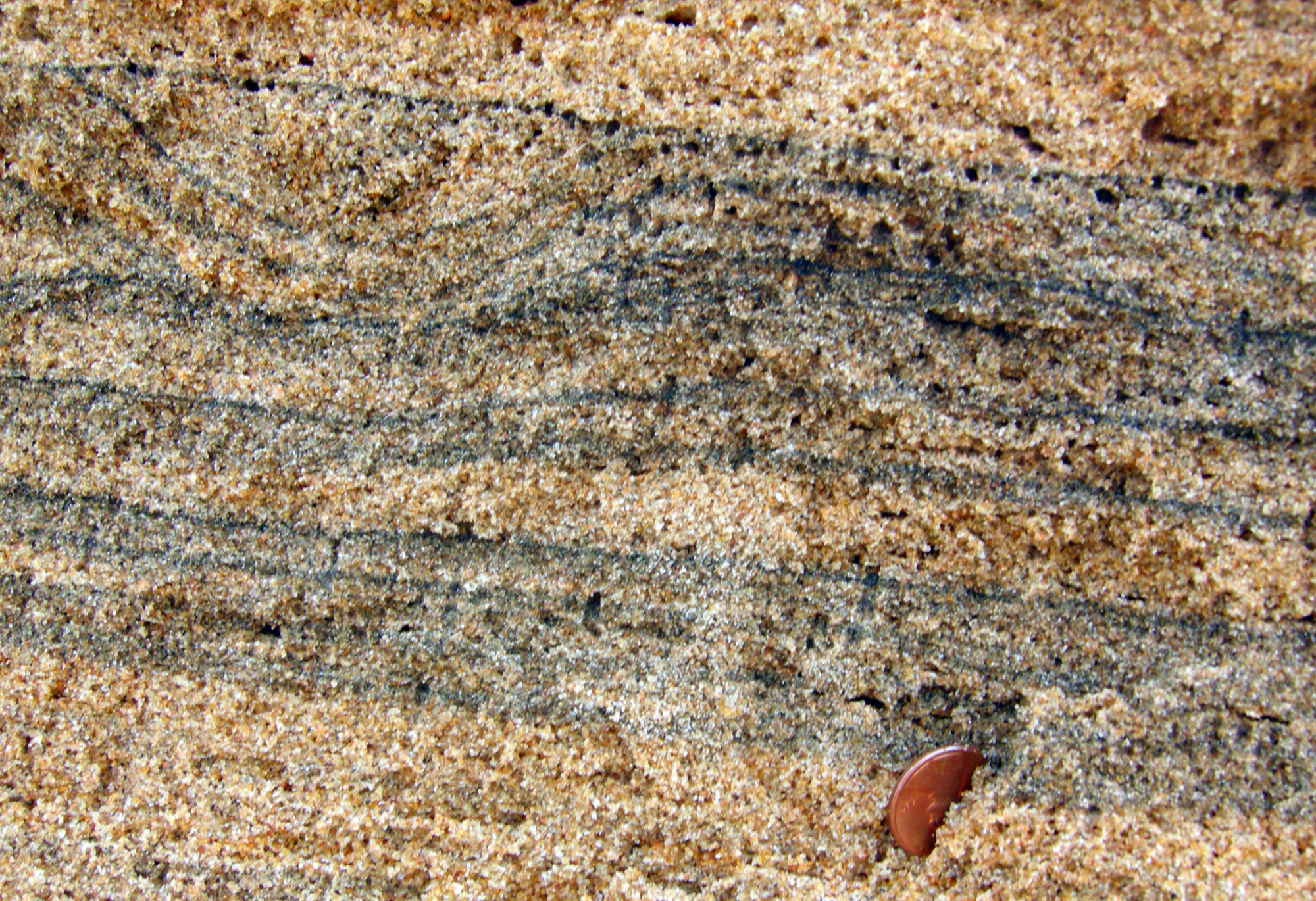
مگنتیت و سایر مواد معدنی سنگین (تیره) در ساحل ماسه ای کوارتز. چنای هند

مگنتیت گاهی اوقات به مقدار زیاد در ماسه ساحل یافت می‌شود. چنین شن‌های سیاه (شن‌های معدنی یا ماسه‌های آهنی) در مکان‌های مختلفی مانند Lung Kwu Tan از هنگ کنگ یافت می‌شود. کالیفرنیا، ایالات متحده؛ و ساحل غربی جزیره شمالی نیوزلندنیز از سایر مکان‌هایی هستند که مگنتیت یافت می‌شود. مگنتیت که حاصل از فرسایش سنگ‌ها می‌باشد توسط رودخانه‌ها به ساحل منتقل می‌شود و توسط امواج و جریان‌ها متمرکز می‌شود. رسوبات عظیمی در سازندهای آهن نواری یافت شده است. این سنگ‌های رسوبی برای استنباط تغییرات در محتوای اکسیژن جو زمین استفاده شده‌اند.
ذخایر بزرگ مگنتیت نیز در منطقه آتاکامای شیلی (کمربند آهنی شیلی) یافت می‌شود؛ منطقه ولنتاین در اروگوئه؛ کیرونا، سوئد؛ منطقه تالاوانگ در نیو ساوت ولز؛ و در منطقه آدیرونداک نیویورک در ایالات متحده. Kediet ej Jill، بلندترین کوه موریتانی، به‌طور کامل از این ماده معدنی ساخته شده است. ذخایر در نروژ، رومانی و اوکراین نیز یافت می‌شود. تپه‌های شنی غنی از مگنت در جنوب پرو یافت می‌شود. در سال ۲۰۰۵، یک شرکت اکتشافی به نام Cardero Resources، ذخیره وسیعی از تپه‌های شنی حاوی مگنتیت را در پرو کشف کرد. میدان تپه شنی ۲۵۰ کیلومتر مربع (۱۰۰ مایل مربع) را پوشش می‌دهد که بلندترین تپه شنی در ارتفاع بیش از ۲۰۰۰ متری (۶۵۶۰ فوت) بالاتر از کف بیابان است. ماسه حاوی ۱۰ درصد مگنتیت است.
در مقادیر کافی مگنتیت می‌تواند ناوبری قطب‌نما را تحت تأثیر قرار دهد. در تاسمانی مناطق بسیاری با سنگ‌های بسیار مغناطیسی وجود دارد که می‌توانند به شدت بر قطب‌نماها تأثیر بگذارند. هنگام استفاده از قطب‌نما در تاسمانی، مراحل اضافی و مشاهدات مکرر لازم است تا مشکلات ناوبری به حداقل برسد.
کریستال‌های مگنتیت با ساختار مکعبی نادر هستند اما در Balmat، شهرستان سنت لارنس، نیویورک و در Långban، سوئد یافت شده‌اند. این ساختار ممکن است در نتیجه تبلور در حضور کاتیون‌هایی مانند روی باشد.
مگنتیت همچنین به دلیل زیست کانی‌سازی در فسیل‌ها یافت می‌شود و به آنها مگنت فسیل می‌گویند. همچنین مواردی از مگنتیت وجود دارد که منشأ آن در فضا و از شهاب‌سنگ‌ها است.

## اتفاقات بیولوژیکی
بیومغناطیس معمولاً مربوط به حضور بلورهای بیوژنیک مگنتیت است که به‌طور گسترده در موجودات وجود دارد. این ارگانیسم‌ها از باکتری‌های مگنتوتاکتیک (مانند Magnetospirillum magnetotacticum) تا حیوانات، از جمله انسان‌ها، که کریستال‌های مگنتیت (و سایر ترکیبات حساس به مغناطیسی) در اندام‌های مختلف، بسته به گونه، یافت می‌شوند، متغیر هستند. بیومغناطیس‌ها تأثیر میدان‌های مغناطیسی ضعیف را بر سیستم‌های بیولوژیکی نشان می‌دهند. همچنین یک مبنای شیمیایی برای حساسیت سلولی به میدان‌های الکتریکی و مغناطیسی (galvanotaxis) وجود دارد.
ذرات مگنتیت خالص در مگنتوزوم‌ها که توسط چندین گونه از باکتری‌های مگنتوتاکتیک تولید می‌شوند، زیست کانی می‌شوند. مگنتوزوم‌ها شامل زنجیره‌های بلندی از ذرات مگنتیت جهت دار هستند که توسط باکتری‌ها برای ناوبری استفاده می‌شود. پس از مرگ این باکتری‌ها، ذرات مگنتیت در مگنتوزوم‌ها ممکن است در رسوبات به صورت مگنتوفسیل حفظ شوند. برخی از انواع باکتری‌های بی هوازی که مگنتوتاکتیک نیستند نیز می‌توانند با کاهش اکسید آهن آمورفیک به مگنتیت، مگنتیت در رسوبات بدون اکسیژن ایجاد کنند.
چندین گونه از پرندگان شناخته شده‌اند که کریستال‌های مگنتیت را در منقار بالایی برای دریافت مغناطیسی ترکیب می‌کنند، که (در ارتباط با کریپتوکروم‌ها در شبکیه چشم) به آنها توانایی درک جهت، قطبیت و بزرگی میدان مغناطیسی محیط را می‌دهد.
کیتون‌ها، نوعی نرم‌تن، ساختاری زبان مانند دارند که به نام رادولا شناخته می‌شود و با دندان‌های پوشیده از مگنتیت یا دندانه‌ها پوشیده شده است. سختی مگنتیت به تجزیه مواد غذایی کمک می‌کند.
مگنتیت بیولوژیکی ممکن است اطلاعاتی را در مورد میدان‌های مغناطیسی که ارگانیسم در معرض آنها قرار گرفته است ذخیره کند، و به‌طور بالقوه به دانشمندان اجازه می‌دهد تا در مورد مهاجرت ارگانیسم یا تغییرات میدان مغناطیسی زمین در طول زمان بیاموزند.

### مغز انسان
موجودات زنده می‌توانند مگنتیت تولید کنند، در انسان مگنتیت در قسمت‌های مختلف مغز از جمله لوب‌های فرونتال، استخوان آهیانه، اکسیپیتال یا استخوان پس سری و تمپورال لوب یا لوب گیجگاهی، ساقه مغز، مخچه و عقده‌های قاعده‌ای یافت می‌شود.
آهن را می‌توان به سه شکل در مغز یافت - مگنتیت، هموگلوبین (خون) و فریتین (پروتئین)، و مناطقی از مغز که به عملکرد حرکتی مربوط می‌شوند عموماً حاوی آهن بیشتری هستند.
مگنتیت را می‌توان در هیپوکامپ یا اسبک مغز یافت، هیپوکامپ با پردازش اطلاعات، به ویژه یادگیری و حافظه مرتبط است. با این حال، مگنتیت به دلیل ماهیت بار یا مغناطیسی و دخالت آن در استرس اکسیداتیو یا تولید رادیکال‌های آزاد می‌تواند اثرات سمی داشته باشد. تحقیقات نشان می‌دهد که پلاک‌های بتا آمیلوئید و پروتئین‌های تاو مرتبط با بیماری‌های عصبی اغلب پس از استرس اکسیداتیو و تجمع آهن ایجاد می‌شوند.
برخی از محققان همچنین پیشنهاد می‌کنند که انسان دارای حس مغناطیسی است، و پیشنهاد می‌کنند که این می‌تواند به افراد خاصی اجازه دهد تا از دریافت مغناطیسی برای ناوبری استفاده کنند. نقش مگنتیت در مغز هنوز به خوبی شناخته نشده است، و یک تأخیر کلی در به‌کارگیری تکنیک‌های مدرن تر و بین رشته‌ای برای مطالعه بیومغناطیس وجود دارد.
اسکن‌های میکروسکوپ الکترونی نمونه‌های بافت مغز انسان، می‌توانند بین مگنتیت تولید شده توسط سلول‌های بدن و مگنتیت جذب‌شده از آلودگی هوا، تمایز قائل شوند، اشکال طبیعی دندانه‌دار و کریستالی هستند، در حالی که آلودگی مگنتیت به صورت نانوذرات گرد رخ می‌دهد. مگنتیت موجود در هوا که به‌طور بالقوه یک خطر برای سلامتی انسان است، نتیجه آلودگی (به ویژه احتراق) است. این نانوذرات می‌توانند از طریق عصب بویایی به مغز بروند و غلظت مگنتیت را در مغز افزایش دهند. در برخی از نمونه‌های مغز، آلودگی نانوذرات به اندازه ۱۰۰:۱ از ذرات طبیعی بیشتر است و چنین ذرات مگنتیت ناشی از آلودگی ممکن است با زوال عصبی غیرطبیعی مرتبط باشند. در یک مطالعه، نانوذرات مشخصه در مغز ۳۷ نفر یافت شد: ۲۹ نفر از آنها، ۳ تا ۸۵ ساله، در مکزیکو سیتی، یک کانون مهم آلودگی هوا، زندگی کرده و مرده بودند. برخی از هشت نفر دیگر، در سنین ۶۲ تا ۹۲، از منچستر، انگلستان، با شدت‌های مختلف بیماری‌های عصبی مرده بودند. چنین ذرات ممکن است به بیماری‌هایی مانند بیماری آلزایمر کمک کنند. اگرچه ارتباط علت و معلولی ثابت نشده است، مطالعات آزمایشگاهی نشان می‌دهد که اکسیدهای آهن مانند مگنتیت جزء پلاک‌های پروتئینی در مغز هستند که با بیماری آلزایمر مرتبط هستند.
افزایش سطح آهن، به ویژه آهن مغناطیسی، در بخش‌هایی از مغز بیماران آلزایمر مشاهده شده است. با توجه به شباهت مگنتیت و فریتین نظارت بر تغییرات در غلظت آهن ممکن است تشخیص از دست دادن نورون‌ها و ایجاد بیماری‌های عصبی قبل از شروع علائم را ممکن سازد. در بافت، مگنتیت و فریتین می‌توانند میدان‌های مغناطیسی کوچکی ایجاد کنند که با تصویربرداری تشدید مغناطیسی (MRI) تعامل ایجاد می‌کند. بیماران هانتینگتون افزایش سطح مگنتیت را نشان نداده‌اند. با این حال، سطوح بالایی در موش‌های مورد مطالعه پیدا شده است.

## کاربردها
مگنتیت به دلیل مقادیر بالای آهن آن از دیرباز یکی از سنگ‌های آهن اصلی بوده است. مگنتیت در کوره بلند برای تولید فولاد به آهن خام یا آهن اسفنجی تبدیل می‌شود.

### نانوذرات مگنتیت
میکرو و نانو ذرات مگنتیت در کاربردهای مختلفی از زیست پزشکی گرفته تا علوم مربوط به محیط زیست استفاده می‌شوند. یکی از موارد استفاده در تصفیه آب است: در جداسازی مغناطیسی با گرادیان بالا، نانوذرات مگنتیت وارد شده به آب آلوده به ذرات معلق (مثلاً جامدات، باکتری‌ها یا پلانکتون‌ها) متصل می‌شوند و در کف سیال ته‌نشین می‌شوند و به این ترتیب آلاینده‌ها حذف شده و ذرات مگنتیت بازیافت و مورد استفاده مجدد قرار می‌گیرند. این روش با ذرات رادیواکتیو و سرطان‌زا نیز کار می‌کند و آن را به یک ابزار پاک‌سازی مهم در مورد فلزات سنگین وارد شده به سیستم‌های آبی تبدیل می‌کند.
یکی دیگر از کاربردهای نانوذرات مغناطیسی در ایجاد فروسیال است. این مواد علاوه بر سرگرم‌کننده بودن، به طرق مختلفی استفاده می‌شوند. فروفلوئیدها را می‌توان برای دارورسانی هدفمند در بدن انسان استفاده کرد. مغناطیس شدن ذرات متصل به مولکول‌های دارو باعث «کشیدن مغناطیسی» محلول به ناحیه مورد نظر بدن می‌شود. به این طریق می‌توان تنها قسمت کوچکی از بدن را مورد مداوا قرار داد و از تحت تأثیر قرار گرفتن سایر قسمت‌ها جلوگییری کرد. از جمله کاربردهای دیگر، می‌تواند در درمان سرطان بسیار مفید باشد. فروسیال‌ها همچنین در فناوری تصویربرداری تشدید مغناطیسی (MRI) استفاده می‌شوند.

### معادن زغال سنگ
برای جداسازی زغال سنگ از ضایعات، از حمام‌های متراکم استفاده می‌شود. این تکنیک از تفاوت در چگالی بین زغال سنگ (۱٫۳–۱٫۴ تن در متر مکعب) و شیل (۲٫۲–۲٫۴ تن در متر مکعب) استفاده می‌کند. در محیطی با چگالی متوسط (آب با مگنتیت)، سنگ‌ها غرق شده و زغال سنگ شناور می‌ماند.

## نگارخانه

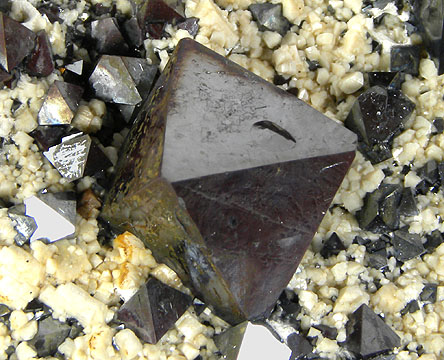
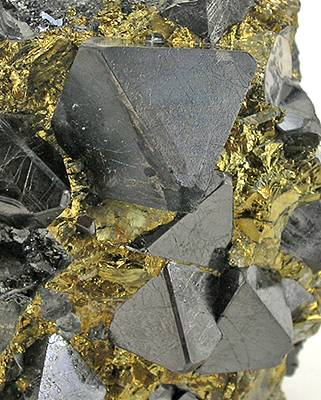
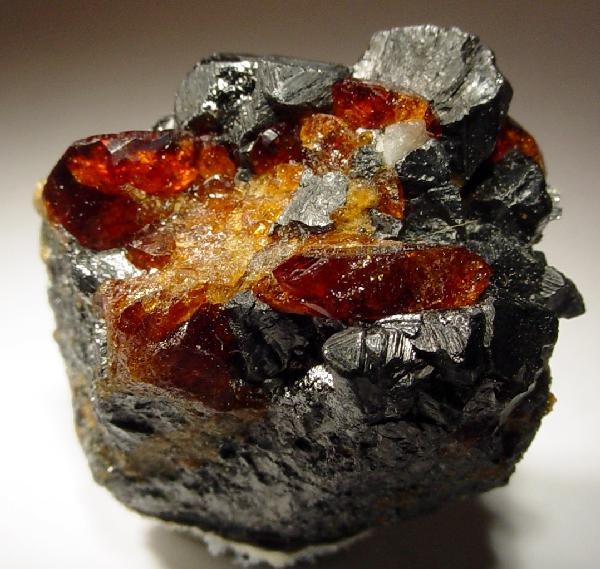
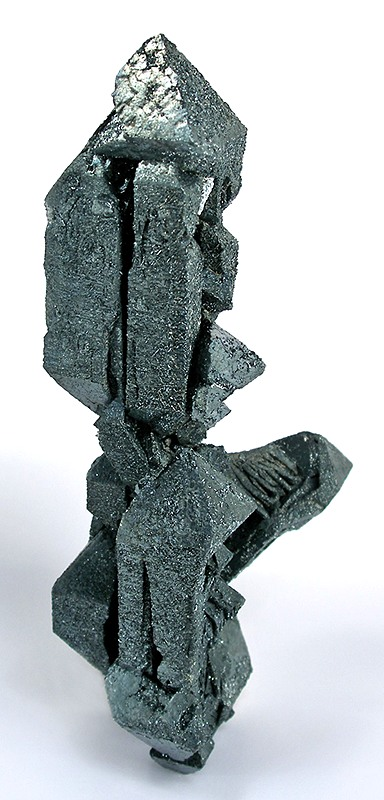
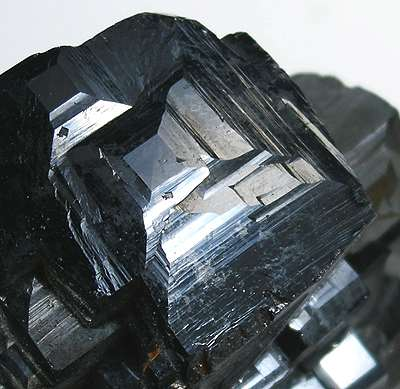